# Glas (tidsenhet)
Glas är en tidsenhet som tidigare användes inom sjöfarten och som motsvarar en halvtimma. Ursprunget till ordet är det timglas som användes för att mäta tiden innan ur blev vanliga ombord. Varje gång timglaset vändes slogs en signal på skeppsklockan för att meddela tiden. Detta kallades att slå glas.
Uppgiften att i rätt tid vända på timglaset och slå glas på skeppsklockan åvilade skeppsvakten.
Signalerna går från ett till åtta, och åtta glas avser fyra timmar eller lika lång tid som en normal vakt (ett arbetspass ombord). När man slår två eller fler glas är det vanligt att man grupperar slagen två och två, så att till exempel fem glas slås som  ••  ••  •.
Åtta glas slås alltså vid klockan 4, 8, 12, 16, 20 och 24.

## Sjövakter och glas
Vakter och glas i Svenska flottan:
| Sjövakt          | Klocktid    | Ett glas | Två glas | Tre glas | Fyra glas | Fem glas | Sex glas | Sju glas | Åtta glas |
| ---------------- | ----------- | -------- | -------- | -------- | --------- | -------- | -------- | -------- | --------- |
| Förmiddagsvakten | 08:00–12:00 | 08:30    | 09:00    | 09:30    | 10:00     | 10:30    | 11:00    | 11:30    | 12:00     |
| Middagsvakten    | 12:00–16:00 | 12:30    | 13:00    | 13:30    | 14:00     | 14:30    | 15:00    | 15:30    | 16:00     |
| 1:a plattvakten  | 16:00–18:00 | 16:30    | 17:00    | 17:30    | 18:00     | —        | —        | —        | —         |
| 2:a plattvakten  | 18:00–20:00 | —        | —        | —        | —         | 18:30    | 19:00    | 19:30    | 20:00     |
| Första vakten    | 20:00–24:00 | 20:30    | 21:00    | 21:30    | 22:00     | 22:30    | 23:00    | 23:30    | 24:00     |
| Hundvakten       | 00:00–04:00 | 00:30    | 01:00    | 01:30    | 02:00     | 02:30    | 03:00    | 03:30    | 04:00     |
| Dagvakten        | 04:00–08:00 | 04:30    | 05:00    | 05:30    | 06:00     | 06:30    | 07:00    | 07:30    | 08:00     |